# Kargluminsav
A kargluminsav hiperammonémia(en) elleni gyógyszer. A vér ammóniaszintjének gyors (általában 24 órán belüli) normalizálódását eredményezi.
A hiperammonémia az ammónia mennyiségének kóros megnövekedése a vérben. Ez encefalopátiához(en) (súlyos agykárosodáshoz), akár halálhoz is vezethet. A betegség nagyon ritka, oka többnyire az N-acetil-glutamát-szintáz(en) vagy az ornitin-transzlokáz(en) enzim örökletes hiánya, de izovaleriánsav(en), metilmalonsav vagy propionsav okozta acidaemia (elsavasodás) következménye is lehet.
Az Európai Bizottság 2003-ban, az FDA 2010-ben hagyta jóvá a szer alkalmazását.

## Hatásmód
A szervezet nitrogénháztartásának fő szabályzója az ornitinciklus(en). A folyamatban a fehérjékkel (aminosavakkal) a szervezetbe jutott felesleges nitrogén karbamiddá alakul, és a vesén keresztül a vizelettel távozik.
A ciklus első lépése a karbamil-foszfát(en) előállítása. Az ehhez szükséges karbamil-foszfát-szintetáz(en) enzimet az N-acetil-glutaminsav(en) aktiválja. A kargluminsav ennek a vegyületnek a szerkezeti analógja. Kisebb az aktiváló hatása, a klinikai kísérletek során mégis az derült ki, hogy hatékonyabb az ammóniaszint emelkedése ellen, mint az N-acetil-glutaminsav. Ezt azzal magyarázzák, hogy egyrészt könnyebben jut át a mitokondriális membránon, másrészt ellenállóbb a sejtplazmában található, N-acetil-aminosavakat hidrolizáló enzimmel szemben.

## Mellékhatások, ellenjavallatok
Patkánykísérletekben a kargluminsav minimális fejlődési toxicitást mutatott, és a szoptató patkányok tejében is kimutatták, ezért terhesség és szoptatás alatt a szer ellenjavallt.
A leggyakoribb mellékhatás az izzadás. Ritka nemkívánatos hatások: hányinger, hányás, pulzuscsökkenés, láz.

## Adagolás
A javasolt kezdő adag 100 mg/tskg/nap, mely szükség esetén 250 mg/tskg/nap mennyiségig emelhető. Akár egynapos újszülöttnek is adható. A további adagolás nagymértékben függ a beteg reakciójától. Előfordul, hogy hosszú ideig nem kell a testsúly gyarapodásának megfelelően emelni a mennyiséget.
A napi adagot célszerű két vagy négy részletben, étkezés (etetés) előtt bevenni, csecsemő esetén szondával bejuttatni.

## Készítmények
- Carbaglu

Magyarországon is forgalomban van.